# Rashad Vaughn
Rashad DeAndre Vaughn (ur. 16 sierpnia 1996 w Minneapolis) – amerykański koszykarz, występujący na pozycji obrońcy, obecnie zawodnik Igokea Aleksandrovac.
W 2012 zdobył złoty medal podczas turnieju Adidas Nations, rok później brązowy podczas Nike Global Challenge. W 2014 wystąpił w dwóch meczach gwiazd amerykańskich szkół średnich – McDonald’s All-American i Jordan Classic.
5 lutego 2018 trafił do Brooklyn Nets wraz z prawem do wyboru II rundy draftu w zamian za Tylera Zellera. 8 lutego został wytransferowany do New Orleans Pelicans w zamian za Dante Cunninghama. 2 dni później został zwolniony. 20 lutego podpisał 10-dniową umowę z Orlando Magic. 2 marca podpisał kolejną tego typu umowę.
30 lipca 2019 został zawodnikiem bośniackiego BC Igokea Aleksandrovac.

## Osiągnięcia
NCAA
Stan na 7 września 2019, na podstawie, o ile nie zaznaczono inaczej.
- Freshman Roku Konferencji Mountain West (2015)
- Zaliczony do składu Mountain West All-Conference Honorable Mention (2015)